# Генин, Абрам Моисеевич
Абра́м Моисе́евич Ге́нин (12 мая 1922, Климовичи, БССР — 7 июня 1999, Москва, Московская область, Россия) — советский и российский учёный, кандидат медицинских наук, доктор биологических наук, профессор (1967), заслуженный деятель науки СССР (1972). Лауреат Государственной премии СССР (1978). Один из основоположников советской космической биологии и авиакосмической медицины. Полковник медицинской службы.

## Биография
В 1943 году окончил военный факультет 2-го Московского медицинского института, после чего направлен в армию, где служит до конца Великой Отечественной войны (в 1943—1945 годах) старшим врачом авиационного штурмового полка. В 1946—1947 годах — слушатель военного факультета Центрального института усовершенствования врачей.
В 1950 году защищает диссертацию на соискание учёной степени кандидата медицинских наук, в 1961 году становится доктором биологических наук.
С 1956 года работает в Институте авиационной и космической медицины Министерства обороны СССР, с 1975 года в Институте медико-биологических проблем Министерства здравоохранения СССР, руководил проектами по космической физиологии и медицине.
Умер 7 июня 1999 года в Москве, похоронен на Донском кладбище.

## Научная деятельность
Работы связаны с подготовкой и проведением первых биологических исследований на ракетах и искусственных спутниках Земли, созданием систем регенерации воздуха и поддержания оптимального газового состава искусственной атмосферы космических объектов, обеспечивших возможность осуществления пилотируемых космических полётов, исследованиями по проблемам гипербарической медицины, обоснованием и внедрением норм и принципов биомедицинской этики в экспериментальных исследованиях.
Опубликовал более 250 научных работ и 11 изобретений. Являлся научным руководителем 15 кандидатов и 5 докторов наук.
Некоторые работы:
- Человек в космосе. М., 1963 (соавт.);
- Микрогравитация: механизмы и модели (совм. с И. Д. Пестовым) // Космическая биология и медицина. М., 1997. Т. 3. Кн. 1;
- Этика исследований и испытаний на человеке, действующем в экстремальных условиях (совм. с А. И. Григорьевым, Б. Г. Юдиным) // Биомедицинская этика. М., 1999. Вып. 2.

## Признание и награды
- Орден Отечественной войны 2-й степени,
- Два[3] ордена Трудового Красного Знамени,
- Орден Красной Звезды,
- Медаль «За боевые заслуги»,
- Медаль «За победу над Германией в Великой Отечественной войне 1941—1945 годов»,
- Медаль «За взятие Будапешта»,
- Нагрудный знак «Отличнику здравоохранения»[3].
- Иные медали[2].

Действительный член Международной академии астронавтики (с 1977).
Председатель Комиссии по биомедицинской этике ГНЦ РФ - ИМБП РАН с 1993 по 1999 год.
Лауреат Государственной премии СССР за цикл работ по обоснованию и внедрению комплекса средств профилактики неблагоприятного влияния на организм человека невесомости.
Полковник.